# Jack Donovan
Jack Donovan (Pennsylvania, Estados Unidos, 23 de octubre de 1974) es un escritor, crítico y editor estadounidense conocido por sus obras acerca de la masculinidad, crítica al feminismo y la cultura gay.
Su obra más reconocida es el libro de 2012, The Way of Men, considerado su obra clave porque es en ella donde plantea una definición de masculinidad, a través de su concepto de virtudes tácticas.

## Obras
A través de su primera obra literaria, Androphilia con el subtítulo "En rechazo de la identidad gay", Donovan se identifica como andrófilo. Describe al término inglés "gay" como una connotación a la feminidad y, por lo tanto, no representante de las verdaderas virtudes y valores masculinos. En esta obra aboga por una retirada del movimiento homosexual actual y destaca la importancia de la relación de amistad masculina. En 2017 el autor decidió que el libro se dejara de imprimir.
En 2012 editó el que puede ser considerado su libro más representativo y que mejor sintetiza su visión: The Way of Men. El Círculo de Investigaciones Pancriollistas de Chile, se ha encargado de traducir al español esta obra. El libro ha sido traducido también al francés, alemán y portugués.
En el año 2016 publicó Becoming a Barbarian, una obra que ataca el vacío de la vida occidental moderna (lo que el autor denomina "Imperio de la Nada") y busca enseñar a los hombres cómo pensar tribalmente en contraposición al pensamiento global.

### Libros
- 2016 Becoming a Barbarian. Oregon: Dissonant Hum ISBN 978-0985452308
- 2014 A Sky Without Eagles. Oregon: Dissonant Hum ISBN 978-0985452353
- 2012 The Way of Men. Oregon: Dissonant Hum ISBN 978-0985452308
- 2011 Blood-Brotherhood and Other Rites of Male Alliance. Oregon: Dissonant Hum ISBN 978-0985452322
- 2011 No es tierra de hombres (No Man's Land).[5] Publicado bajo licencia Creative Commons.[6]
- 2007 Androphilia. Baltimore: Scapegoat Publishing ISBN 978-0976403586

Libros en español
- 2019 El camino de los hombres. Santiago, Chile: Círculo de Investigaciones Pancriollistas.[n. 3]
- 2016 Un cielo sin águilas. Santiago, Chile: Círculo de Investigaciones Pancriollistas.

### Citas
1. ↑  YouTube (20 de marzo de 2016). «Jack Donovan - How modern gay culture is destructive to society». Consultado el 18 de septiembre de 2016.
2. ↑  «Positions and FAQ» (en inglés). jackdonovan.com. Consultado el 3 de noviembre de 2019. «I pulled Androphilia out of print in 2017, because I followed my own advice and transcended both that identity and that sexuality. I prefer to be defined by my own accomplishments and to be known for my commitment to helping men navigate the challenges of living a masculine life in the 21st Century.»
3. ↑  «The Way of Men by Jack Donovan» (en inglés). goodreads. Consultado el 2 de noviembre de 2019.
4. ↑  «The Way of Men - Jack Donovan» (en inglés). jackdonovan.com. Consultado el 3 de noviembre de 2019. «Translations:Der Weg der Männer (German),La Voie Virile (French), O Código dos Homens (Portuguese).»
5. ↑  «“No Man’s Land” (No es tierra de Hombres) ya está disponible en español». Jack Donovan (en inglés). 15 de junio de 2013. Archivado desde el original el 8 de diciembre de 2015. Consultado el 8 de diciembre de 2015. «A reader who has been translating several important manosphere posts for his Transmillenium site recently translated No Man’s Land into Spanish.»
6. ↑  «No Man’s Land» (en inglés). Archivado desde el original el 13 de enero de 2016. Consultado el 29 de noviembre de 2015. «licensed under a Creative Commons Attribution-NonCommercial-NoDerivs 3.0 Unported License.»